# موريس هيرست (مهندس معماري)
موريس هيرست (بالإنجليزية: Maurice Hurst)‏ هو مهندس معماري أسترالي، ولد في 1929 في لندن في المملكة المتحدة، وتوفي في 2003.